# 김주영 (1986년)
김주영(1986년 12월 9일~2021년 1월 2일)은 MBN의 아나운서 출신 리얼미터의 미래전략연구소 이사이다. 1986년 12월 9일 울산광역시에서 태어났다. 중학생 시절 서울로 올라와 경기고등학교와 연세대학교를 졸업하고 2014년 MBN에 입사하여 아나운서로 활동하였으며 2019년 4월에 방송국을 퇴사한 뒤 여론조사기관 리얼미터의 미래전략연구소 이사로 재직하면서 각종 방송에 출연했다. 그러나 2021년 1월 2일 심장마비로 34세의 젊은 생을 마감했다. 리얼미터 측에서 발인은 4일 오전 5시에 진행되었으며 장지는 울산하늘공원이다.

## 학력
- 경기고등학교 (졸업)
- 연세대학교 스포츠레저학 (학사)

## 경력
| 연도              | 사항                               |
| ----------------- | ---------------------------------- |
| 2014년~2019년     | MBN 아나운서실 아나운서            |
| 2016년 8월        | 사회복지법인 아가(Aga) 이사회 이사 |
| 2016년 9월~2021년 | 리얼미터 미래전략연구소 이사       |

## 진행 프로그램

### TV
- 전국 네트워크
- 뉴스 & 이슈

### 라디오
- 김어준의 뉴스공장

## 수상
- 2013년 : Men’s Health Coolguy Contest 대상